# Petra Vaelma
Petra Pauliina Vaelma (* 11. Mai 1982 in Turku) ist eine ehemalige finnische Fußballspielerin.

## Karriere

### Vereine
Vaelma spielte in ihrer Jugendzeit bis zum Spielzeitende 2000 für den in ihrem Geburtsort ansässigen Verein Pyrkivä Turku Fußball.
Nach Pietarsaari gelangt, spielte sie für den FC United in Jakobstad erstmals von 2001 bis 2005 im Seniorinnenbereich. Ab August 2006 spielte sie erstmals in der Damallsvenskan, der höchsten Spielklasse im schwedischen Frauenfußball, für den Aufsteiger Bälinge IF. Danach folgte eine Spielzeit für den schwedischen Zweitligisten Eskilstuna United und den schwedischen Erstligisten Umeå Södra FF, bevor sie ihre Spielerkarriere nach fünf Spielzeiten beim norwegischen Erstligisten Klepp IL im November 2013 nach 68 Punktspielen und einem Tor beendete.

### Nationalmannschaft
Vaelma kam in einem Zeitraum von elf Jahren in 23 Länderspielen (darunter vier in Freundschaft) für die A-Nationalmannschaft zum Einsatz.
Zunächst bestritt sie – bis auf das zweite Spiel – alle fünf Spiele der WM-Qualifizierungsgruppe 2 in der Europäischen Zone, Klasse A, wobei sie am 4. September 2001 bei der 0:1-Niederlage gegen die Schweizer Nationalmannschaft debütierte.
Sie gehörte dem Kader für die vom 5. bis 19. Juni 2005 in England ausgetragene Europameisterschaft an, kam in allen Spielen der Gruppe A und dem am 15. Juni in Preston mit 1:4 gegen die Nationalmannschaft Deutschlands verlorenen Halbfinale zum Einsatz. Die Teilnahme an diesem Turnier wurde zuvor durch die beiden Playoff-Spiele gegen die Nationalmannschaft Russlands, in denen sie mitwirkte, erreicht.
Im Turnier um den Algarve-Cup wurde sie 2008 am 5. und 7. März in Faro im ersten und zweiten Spiel der Gruppe A bei den 0:1- und 0:3-Niederlagen gegen die Nationalmannschaften Schwedens und Deutschlands eingesetzt, 2011 am 7. März in Quarteira im dritten Spiel der Gruppe A bei der 0:4-Niederlage gegen die US-amerikanische Nationalmannschaft und im  Spiel um Platz 9, in dem sie mit ihrer Mannschaft der von Portugal mit 1:2 unterlegen war.
Im Jahr 2009 gehörte sie ein zweites Mal dem Kader für die im eigenen Land ausgetragene Europameisterschaft an, bestritt erneut alle drei Spiele der Gruppe A sowie das am 3. September in Turku mit 2:3 gegen die Nationalmannschaft Englands verlorene Viertelfinale.